# 더블 스타 (소설)
《더블 스타》(영어: Double Star)는 로버트 A. 하인라인의 1956년 장편 SF소설이다. 지구와 화성이 서로 교류하는 시대, 화성인을 싫어하는 차별주의자 배우가 화성인에게 우호적인 정치인의 대역을 연기하면서 벌어지는 이야기이다. 대한민국에는 2017년 시공사에서 조호근 번역으로 출간되었는데, 작가의 다른 대표작들에 비해 늦게 출간된 편이다. 1956년 휴고상을 수상했으며 이는 하인라인 작가의 최초의 수상이었다.